# Nomuka iki
Nomuka iki (auch: Annamooka-Eky, Little Nomuka, Namukaiki, Nomuka Iki Island, Nomukeiki) ist eine Insel im Archipel Haʻapai, die zum Königreich Tonga gehört. Die Insel wurde zuletzt durch den Ausbruch des Hunga Tonga Ausbruches teilweise schwer verwüstet.

## Geografie
Die Insel liegt im Zentrum von ʻOtu Muʻomuʻa zusammen mit ihrer „großen Schwester“ Nomuka. Am Nordende schließt sich die Insel Muifuiva an und im Riffsaum südlich der Insel liegt Toka Vevili. Im Nordosten, auf Nomuka zu, zieht sich das Riff Lua Va Ila.

## Klima
Das Klima ist tropisch heiß, wird jedoch von ständig wehenden Winden gemäßigt. Ebenso wie die anderen Inseln der Haʻapai-Gruppe wird Nomuka iki gelegentlich von Zyklonen heimgesucht.